# 布拉特旅遊指南

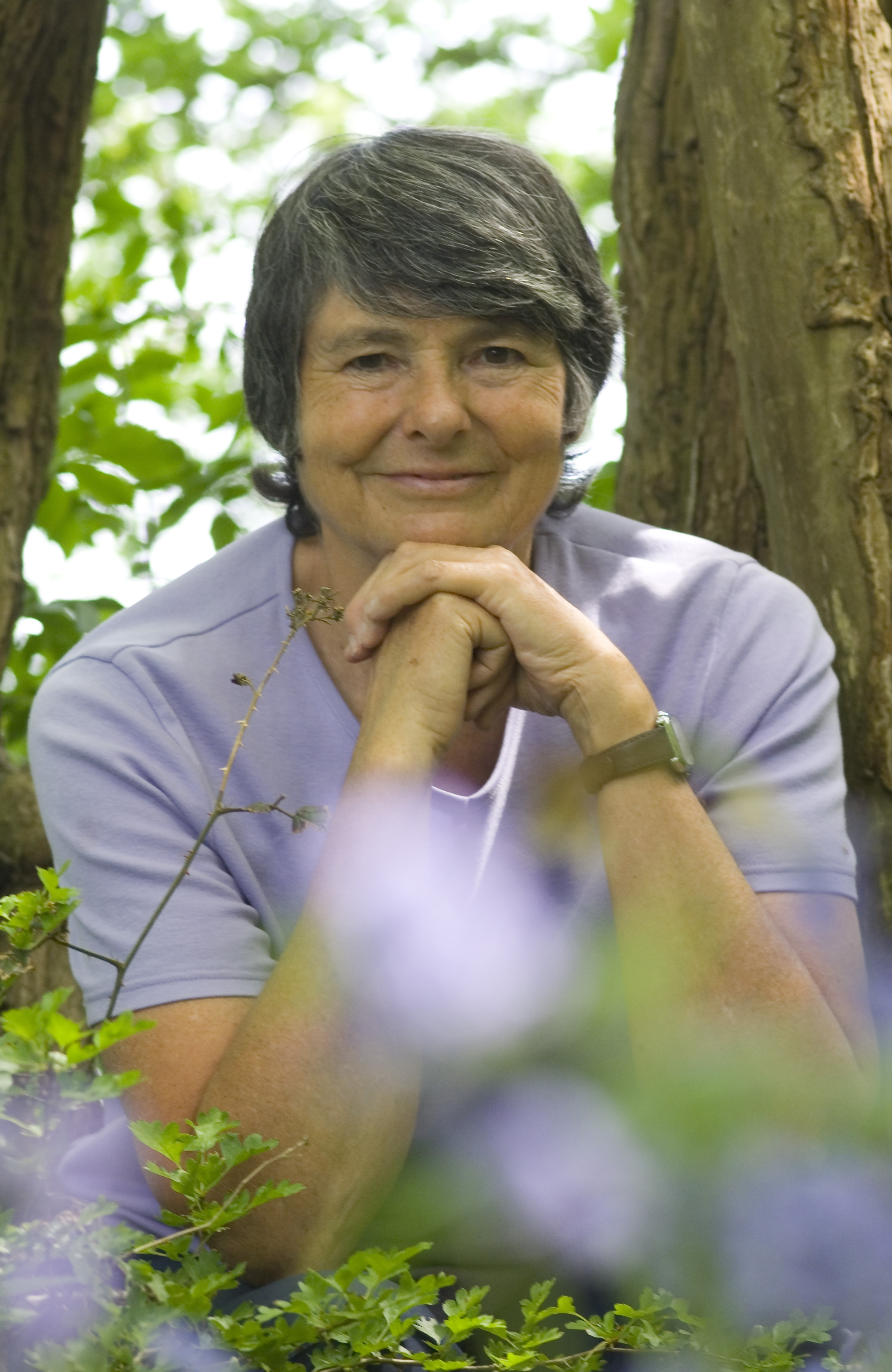
創辦人希拉蕊·布拉特，2006年

《布拉特旅遊指南》（英語：Bradt Travel Guides）是位於英國的旅遊指南出版商，由希拉蕊·布拉特和她的丈夫喬治（George）於1974年創立，他們在亞馬遜支流的駁船上共同撰寫了第一本《布拉特指南》。
布拉特旅遊指南以包含其他出版商忽視的目的地而聞名。《獨立報》稱布拉特指南覆蓋了“其他旅遊出版商無法到達的世界部分地區”，並指出其出版名單上近三分之二的主題在英語圈與其他旅遊出版商沒有直接競爭。其中包括亞洲、拉丁美洲和非洲部份地區的指南，特別是這些地區歷來沒有被旅遊指南出版商廣泛報導，或者沒有悠久的旅遊業歷史。

## 外部連結
- 官方網站 （页面存档备份，存于）